# 張春橋浮沉錄
《張春橋浮沉錄》是葉永烈所作，關於張春橋的長篇傳記。
張春橋被稱為「狗頭軍師張」，其地位在四人幫舉足輕重。他的風頭不時為第一夫人江青所掩蓋而稍遜，然而他在文革中不可一世的劣迹，令人對這個「政治暴發戶」的崛起、及其鮮為人知的出身背景和經歷，有莫大興趣。

## 外部連結
- 曉園出版社《張春橋浮沉錄》官方簡介